# Ашагы-Салахлы
Ашагы-Салахлы (азерб. Aşağı Salahlı) — село в Газахском районе Азербайджана. Расположено на равнине на берегу Куры.

## История
Происхождение села возводится к кенгерли: «Отъ племени Кангарлы (древних Печенеговъ, какъ полагаютъ) сохранились представители ихъ коленъ: общества сел. Верхн. и Нижн. Салаглы и Софули (Софилли)».
Салахлы — древний род, входивший в состав казахских племён, заселявших территорию на западе Азербайджана в исторической Казахской провинции.
Из Салахлы происходят представители азербайджанских родов — Шихлинских и Гаибовых.